# Portale della basilica di Santa Maria delle Grazie
Il portale della basilica di Santa Maria delle Grazie a Brescia è l'ingresso principale in facciata all'edificio religioso ed è un'opera di scultura in marmi vari databile agli anni '70 del XV secolo.

## Storia
Il portale proviene dalla primitiva chiesa dei Gerolamini, presenti a Brescia dalla metà del Quattrocento, che sorgeva all'estremità nord dell'attuale via Guglielmo Oberdan, molto a nord della città murata. Nel 1517, dopo il sacco di Brescia avvenuto nel 1512 da parte dei soldati di Gaston de Foix-Nemours, la Repubblica di Venezia, ripreso il controllo della città, ordina la cosiddetta "spianata", ossia la distruzione di qualsiasi edificio attorno alle mura nel raggio di circa un chilometro e mezzo.
Anche la chiesa dei Gerolamini viene atterrata e, per avere una nuova sede, i frati chiedono e ottengono di insediarsi nella chiesa di Santa Maria di Palazzolo, situata all'interno della cerchia muraria all'estremità ovest dell'attuale via Elia Capriolo e già retta dagli Umiliati. Date le piccole dimensioni dell'edificio sacro, però, nel 1522 viene costruita una nuova chiesa accanto alla vecchia, che rimane come santuario esterno.
In facciata alla chiesa viene quindi traslato il grande portale della chiesa abbattuta durante la spianata, evidentemente smontato dai frati al momento dell'abbandono del monastero, e semplicemente rimontato in occasione del nuovo cantiere. Nell'operazione sono coinvolti anche i battenti lignei, che vengono preservati e rimontati. La situazione non è stata alterata durante i rifacimenti seicenteschi della basilica e ancora oggi sia il portale, sia i battenti intagliati si conservano intatti in facciata all'edificio.

## Descrizione e stile
Nell'architrave superiore alla lunetta è presente un'iscrizione dedicatoria che recita "MATTHEUS LEONEUS HANC PORTAM PROPRIIS FABREFACTAM SUMPTIBUS BEATAE DEI GENITRICI GRATIARUM MARIAE DEVOTE DEDICAVIT", a ricordo quindi dell'intervento di Matteo Leoni, capitano di ventura, che sovvenzionò l'opera. Anche i leoni disposti ai piedi del portale, molto frammentari e rovinati, portano al collo lo stemma gentilizio del donatore, un leone rampante con un giglio fra gli artigli. Lungo la cornice della lunetta sono inoltre incise due espressioni di san Bernardino da Siena: "SINE GRATIA DEI ET MARIE NULLUM / PRORSUS SIVE VOLENDO SIVE AGENDO / FACIUNT HOMINES BONUM E SIMILITER EXCELSA VIRGINI DISPENSO DISPENSATORI".
Durante gli anni '70 del Quattrocento, nel panorama artistico scultoreo di una città privo o quasi di maestranze locali aggiornate ai nuovi stilemi rinascimentali, sono collocabili alcuni segni di profondo rinnovamento, anche se sporadico. Tra di essi si trovano tre portali maggiori di edifici religiosi, approntati più o meno negli stessi anni e, comunque, sulla base di un nuovo approccio culturale comune. Si tratta del portale della chiesa del Santissimo Corpo di Cristo, del portale della chiesa di Santa Maria del Carmine e del portale in oggetto. Negli ultimi due emerge chiaramente la tensione tra la radicata tipologia del portale medievale, con ghiere concentriche e stipiti elaborati, e i nuovi apparati di ispirazione classica con decorazioni e candelabre all'antica.
In particolare, il portale di Santa Maria delle Grazie riprende l'impostazione, ampliandola e sviluppandola, del portale di palazzo Confalonieri da Lisca di Verona, a sua volta derivato da quello di palazzo Dal Verme Franchini della stessa città. In generale, è apprezzabile una certa disinvoltura linguistica non solo nella stesura dei decori e dei modellati, ma anche nell'assemblaggio delle varie parti che creano un apparato sì di transizione, ma evidentemente studiato e all'avanguardia. Alcuni caratteri possono essere ricondotti all'operato di Giovanni Antonio Amadeo sulla facciata della cappella Colleoni a Bergamo, ma in quest'opera il retaggio gotico è molto meno presente.
Su questo portale fanno inoltre la prima comparsa a Brescia, perlomeno tra le opere giunte fino a noi, i profili all'antica, che si concretizzano in due volti femminili posti a metà altezza nelle lesene fiancheggianti il complesso. Di grande rilievo, inoltre, è il gruppo figurato collocato nella lunetta, raffigurante una Madonna col Bambino fiancheggiata a sinistra dal donatore Matteo Leoni e san Girolamo e, a destra, da un figlio del Leoni in preghiera e san Giovanni Battista. La composizione, decisamente innovativa nel modellato, si distacca da qualunque formula gotica e si impone, in tal senso, come l'elemento di spicco dell'intero apparato.
In generale, pertanto, il portale di Santa Maria delle Grazie è leggibile come l'opera più rappresentativa della fase di transizione della scultura rinascimentale bresciana alla fine del XV secolo, favorita soprattutto dall'impulso al rinnovamento urbanistico dilagante in quel periodo nei territori veneziani che stava portando a una fitta circolazione di idee e artisti per tutta l'area padana. Allo stesso modo, entro un ventennio sarebbe giunto a Brescia Gasparo Cairano, il principale fautore del Rinascimento locale nel campo della scultura.
Entro una formella del portale ligneo è presente la firma dell'autore, "M. PHILIPPUS CREMONE / N(SIS) ME FECIT […]", che ricondurrebbe a Filippo Morari da Soresina, celebre intagliatore attivo anche nella chiesa di San Francesco d'Assisi. È improbabile, comunque, che sia da assegnare a costui anche l'esecuzione dell'apparato lapideo, spettante a uno scultore di cui ancora non si conosce l'identità.